# Теофилакт I от Тускулум
Теофилакт I (Theophylakt I.; * пр. 864; † 924/925) е римски „сенатор“ и консул от фамилията графове на Тускулум.

## Биография
За пръв път той е споменат в документи през 901 г. като пфалц-съдия на император Лудвиг III Слепи. През 904 г. Теофилакт участва във връщането на папа Сергий III, който вероятно е негов роднина.
Като папски vestararius (финансов управител) и magister militum (военен командир) той е водещ на благородниците на град Рим и има голямо влияние върху папската политика, преди всичко чрез съпругата си Теодора I Стара и дъщеря си Марозия. От 905 г. Теофилакт има и титлата dux и senator Romanorum (Сенатор на римляните).
След смъртта на папа Сергий III Теофилакт изисква съюз между папа Йоан X с южните съседи против арабите, които често са заплашвали италианския бряг. През август 915 г. той побеждава със своя зет Алберих I от Сполето арабите при Гариглиано.
От Теофилакт произлизат Теофилактите.

## Фамилия
Теофилакт I се жени за Теодора I Стара († сл. 916) и има две дъщери:
- Марозия (* 892; † сл. 932), се омъжва 905 г. за Алберих I Сполетски, херцог на Сполето, с когото има син Алберих II Сполетски, през 926 г. за граф Гвидо от Тусция, който скоро умира, и през 932 г. за Хуго I, крал на Италия. Освен това тя е вероятно любовницата на папа Сергий III и има с него син (Йоан XI), който става също папа.

- Теодора II Млада (* 897; † 950) се омъжва за Йоан Кресцентий (от фамилята Кресценти), папски vestrararius и граф на Тускулум и вероятно е майка на папа Йоан XIII.